# Krystyna holsztyńska
Krystyna holsztyńska (ur. 12 kwietnia 1573 w Kilonii, zm. 8 grudnia 1625 w Nyköping) – królowa Szwecji, żona Karola IX Wazy, matka Gustawa II Adolfa.

## Życiorys
Urodziła się jako druga córka (czwarte dziecko) Adolfa, księcia holsztyńskiego na Gottorpie i jego żony Krystyny heskiej. Była zaręczona z Zygmuntem Wazą. 27 sierpnia 1592 w Nyköping poślubiła księcia Sudermanii Karola. Na tron wraz z mężem wstąpiła w 1604. Koronacja odbyła się 15 marca 1607 w katedrze w Uppsali. Para miała czworo dzieci:
- Krystynę (1593–1594)
- Gustawa Adolfa (1594–1632), króla Szwecji w latach 1611-1632
- Marię Elżbietę (1596–1618)
- Karola Filipa (1601–1622)